# Apsonic
Apsonic est une marque chinoise de motos, de motos cargo et d'autorickshaws lancée en 2005 par Sincerity Holding Group. Les motos Apsonic sont distribuées en Afrique de l'Ouest.

## Histoire
Fondée en 2005 par Sincerity Holding Group, une entreprise installée à Guangzhou, la marque Apsonic est disponible dans plusieurs pays d'Afrique de l'Ouest, dont le Bénin, la Côte d'Ivoire, le Ghana et le Togo. En 2023, elle a ouvert le nouveau siège de son implantation africaine à Lomé.
Apsonic a également été l'un des sponsors officiels de la Coupe d'Afrique des nations de football 2023.

## Modèles
Les motos Apsonic sont pour l'essentiel des modèles rebadgés dont la construction est assurée par de grands groupes comme Dayang, Haojin, Haojue, Haojun, Lifan, Qianjiang et Sonlink.
La gamme Apsonic comprend notamment :
- AP110-2 (Qianjiang FG110 ; scooter semi-automatique inspiré de la Honda Innova)
- AP125-A (roadster ; copie de Honda CG125)
- AP125-12 (Qianjiang QCB 125 H ; Haojue GN125-5F)
- AP125-30 (Qianjiang C-Light 125 ; roadster inspiré de la Yamaha YBR 125)
- AP200GY-9 (Qianjiang CVH 200 ; motocross)
- AP150ZH (moto cargo)
- AP150ZK (autorickshaw)

## Galerie

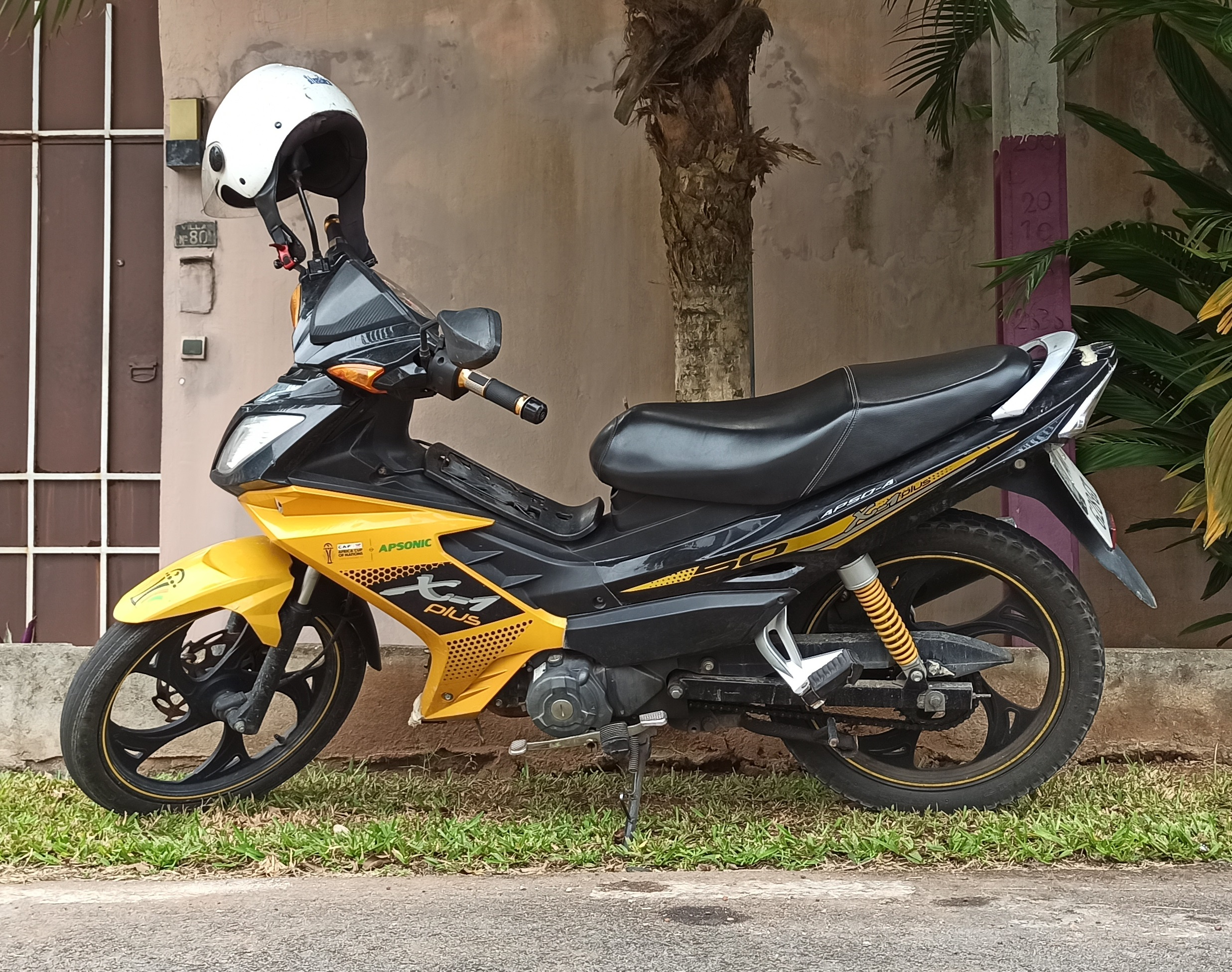
AP50-A en Côte d'Ivoire en 2025
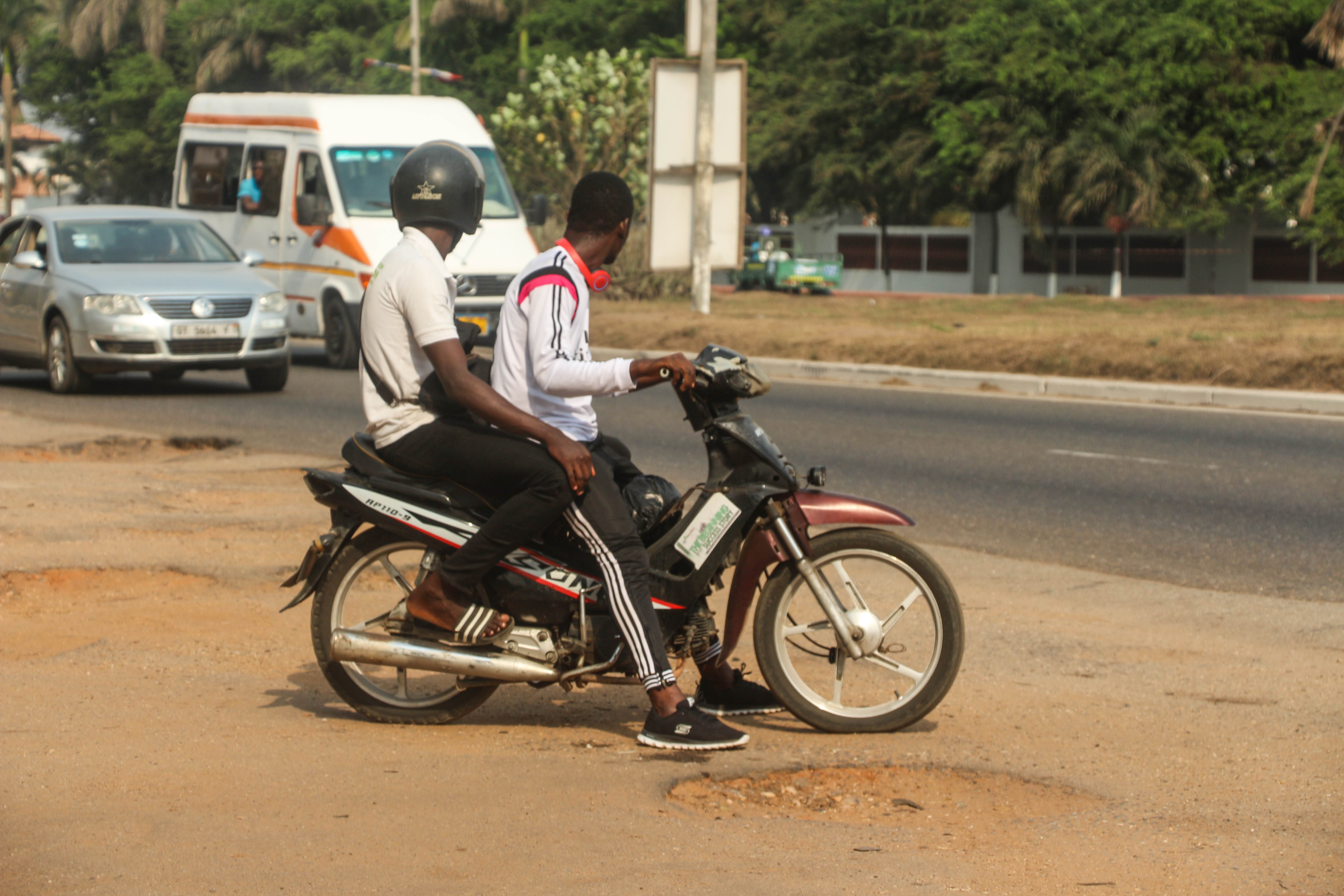
AP110-9 au Ghana en 2020
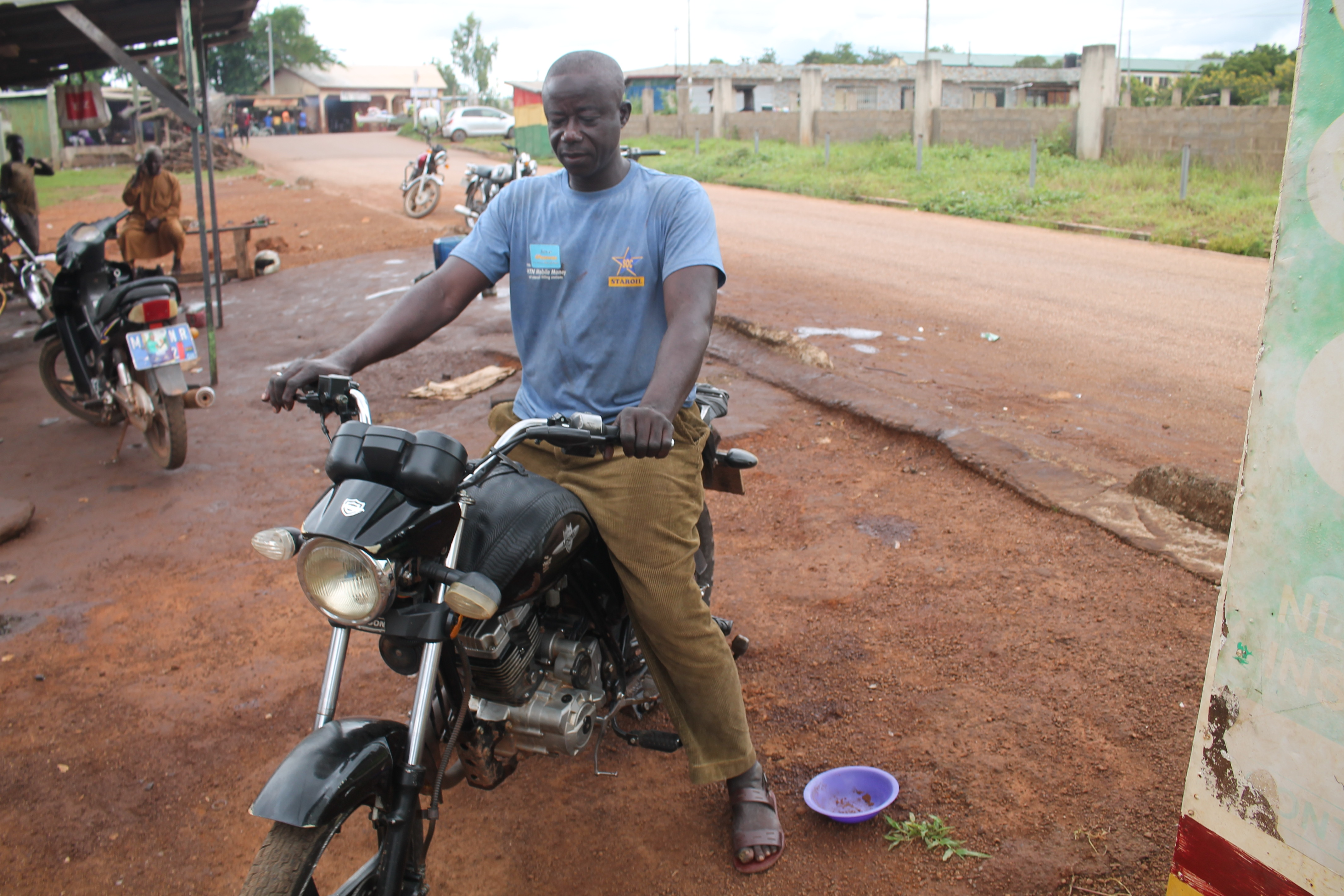
AP125-30 au Ghana en 2022
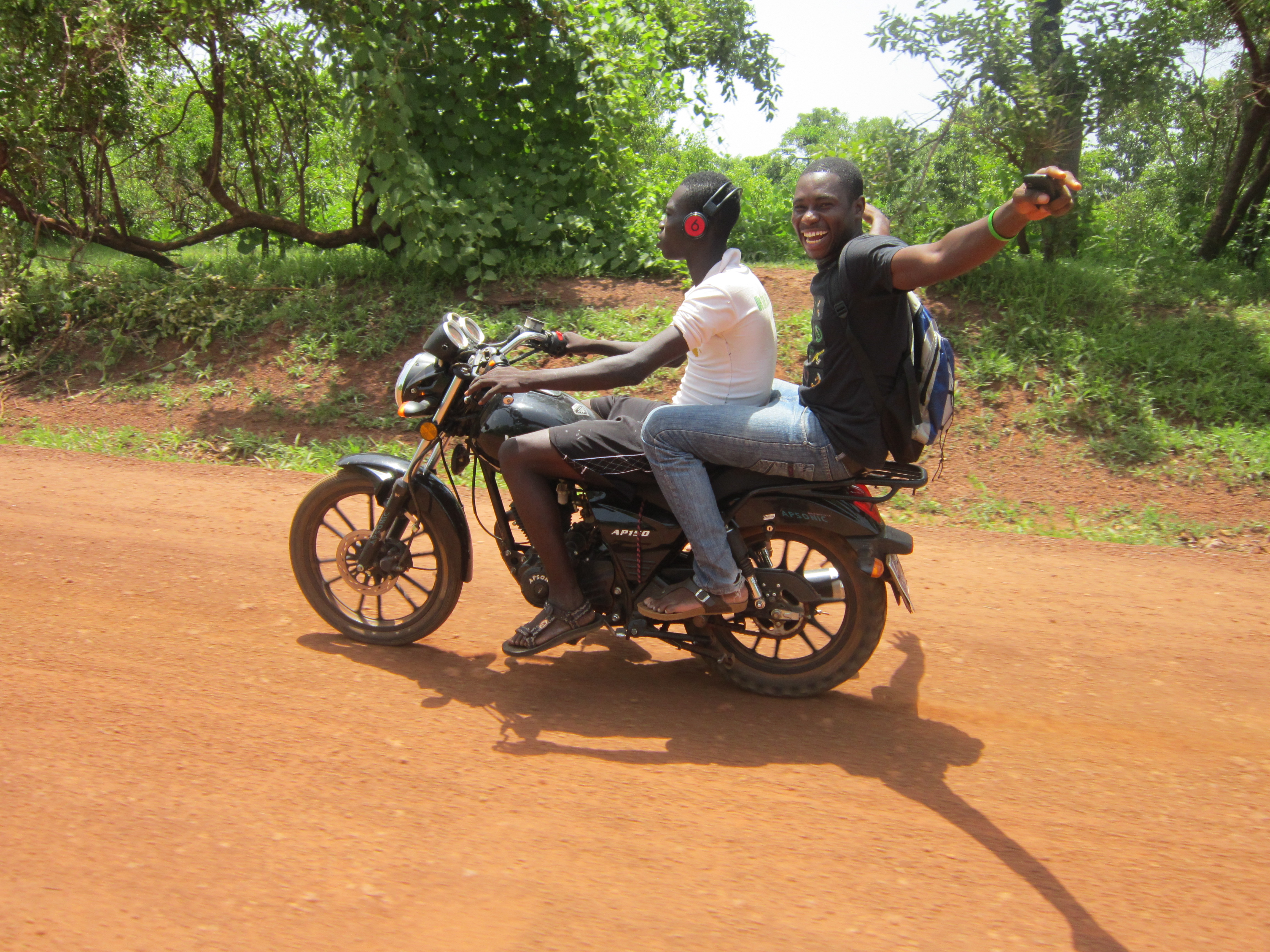
AP150 au Ghana en 2013
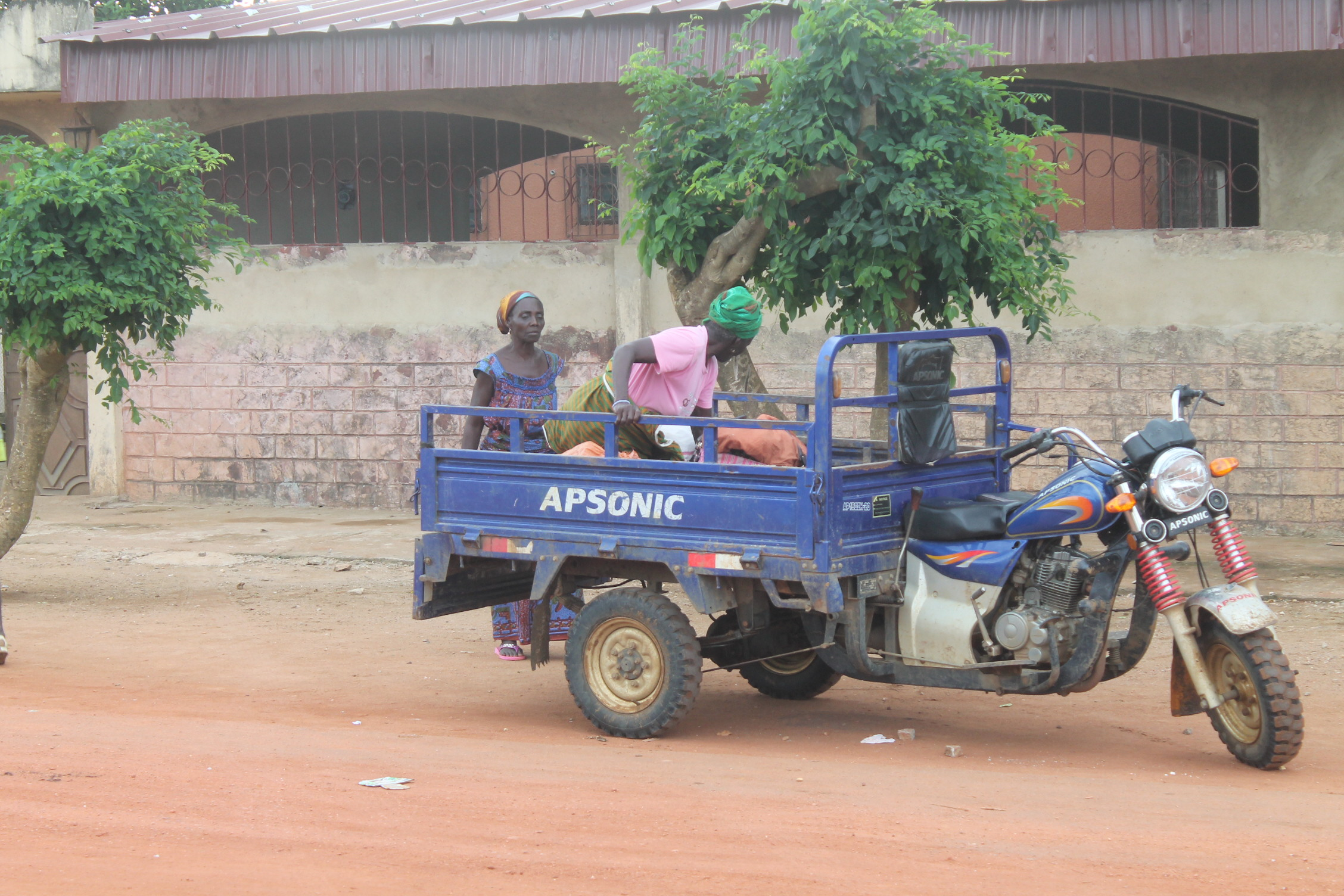
AP150ZH-20 en Côte d'Ivoire en 2017
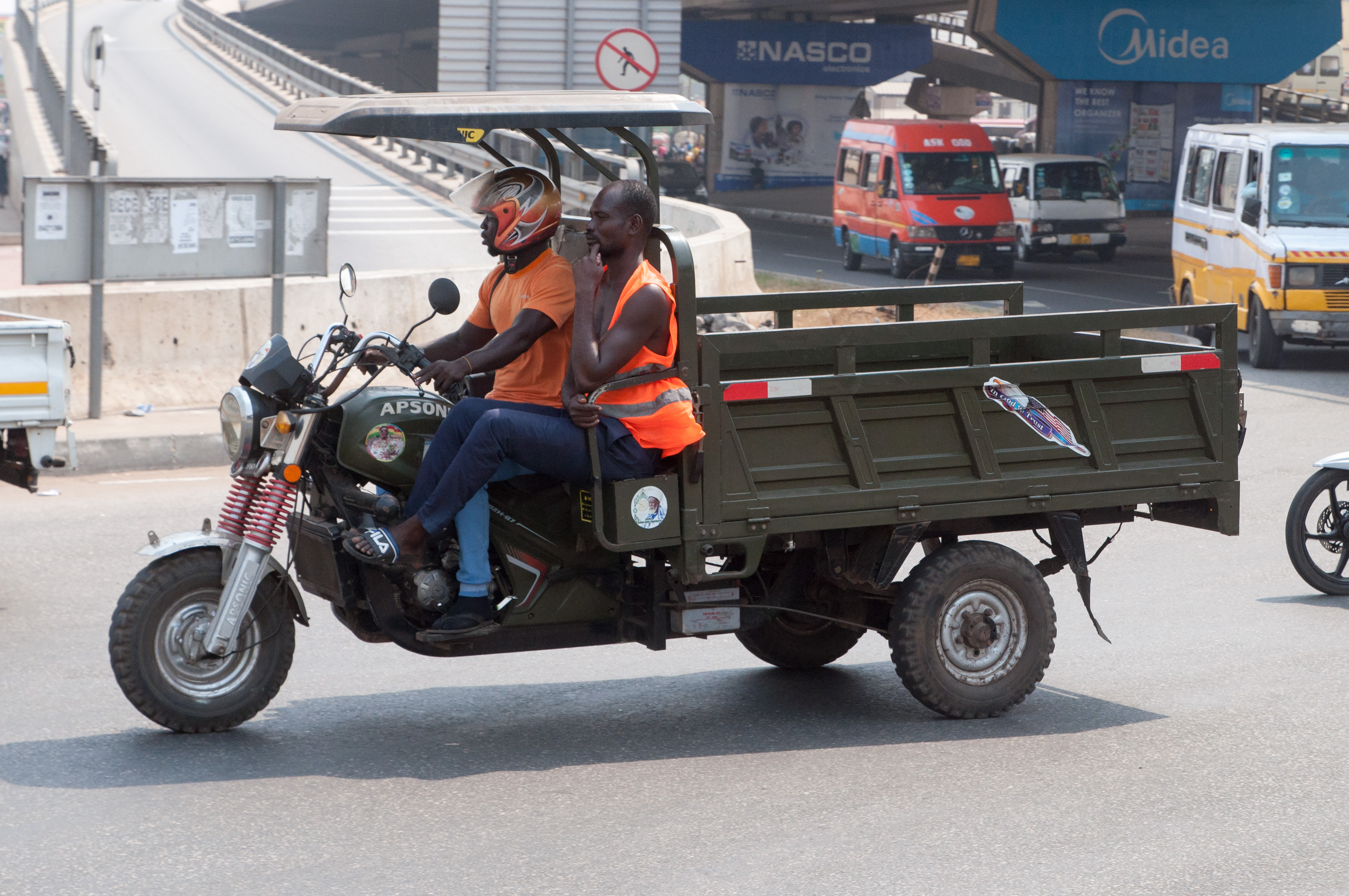
AP150ZH-Q7 au Ghana en 2020
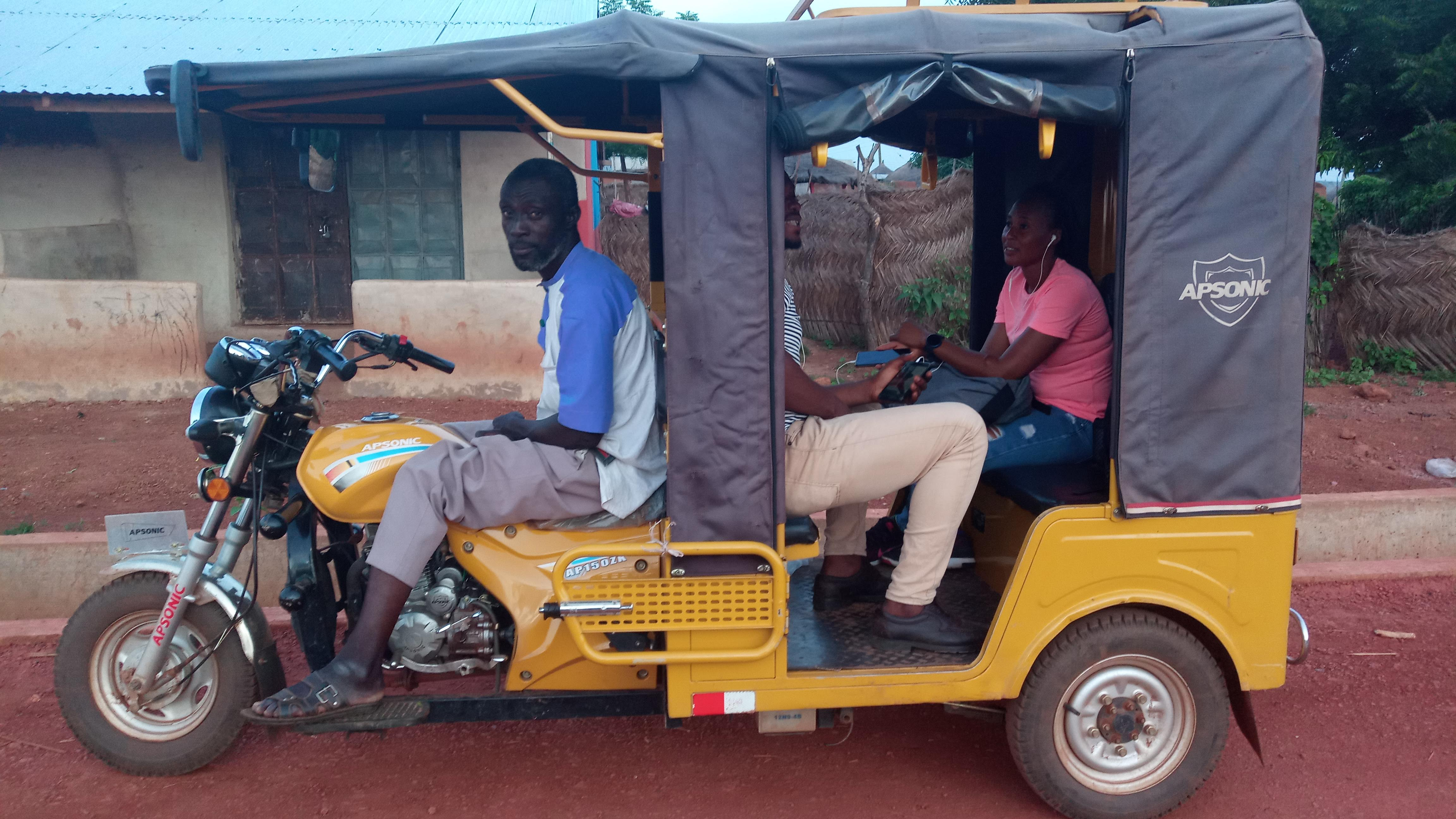
AP150ZK au Ghana en 2019
AP150ZK en Côte d'Ivoire en 2019
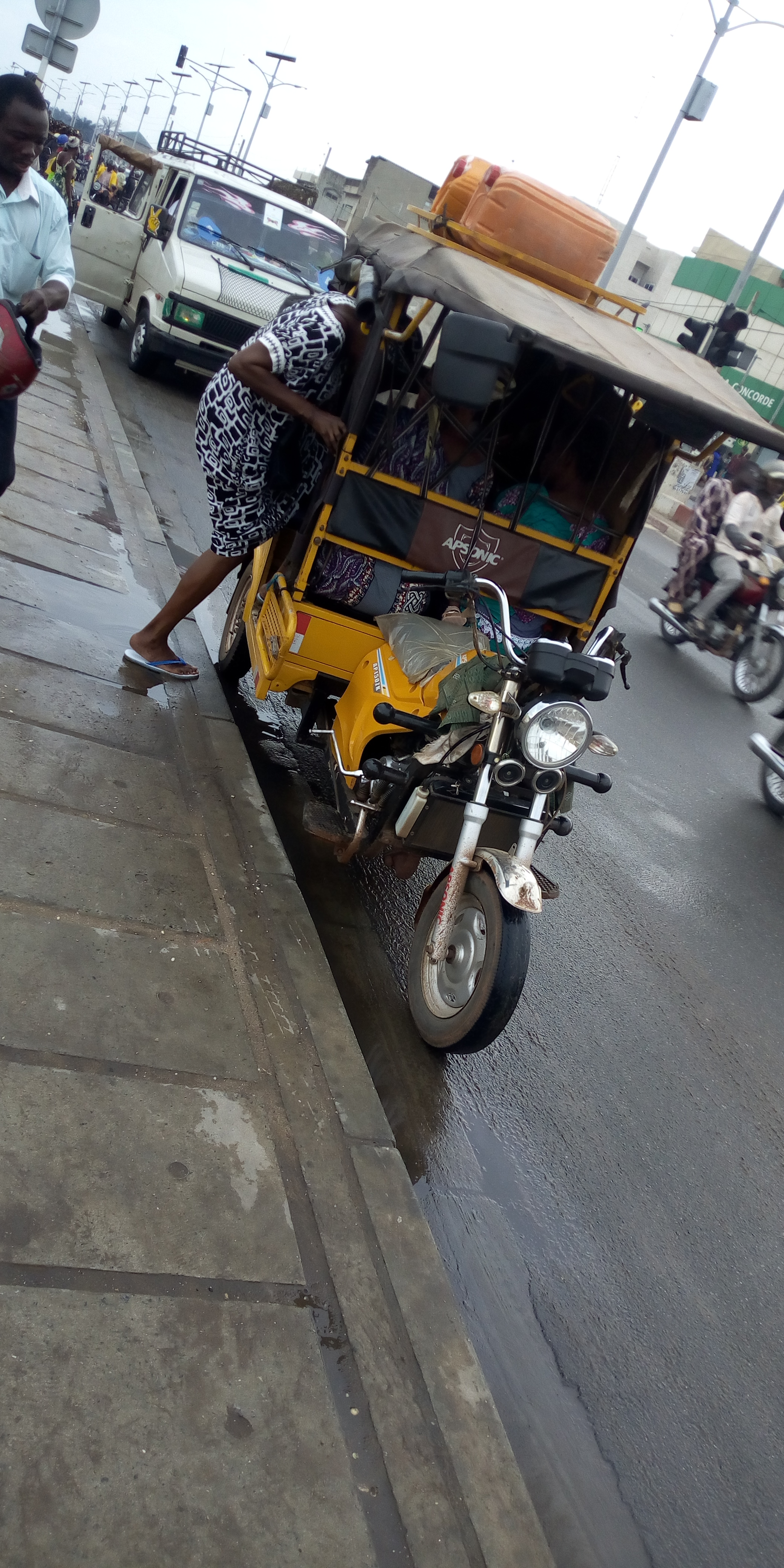
AP150ZK au Bénin en 2020